# شعريات البطن
شعريات البطن أو بطنيات الأهداب (الاسم العلمي: Gastrotrich)، شعبة صغيرة من الحيوانات المجهرية (0.06 - 3.0 ملم). وهي دودية الشكل ذو جوف كاذب، تتوزع في بيئات المياه العذبة والبحرية. وهي غالبا تكون قاعية وتعيش داخل النباتات القاعية الملتصقة وطبقة الكائنات الدقيقة والمخلفات التي في قاع البحر والمسطحات المائية الأخرى. تعيش الغالبية بين وعلى الجسيمات من الرواسب أو على الأسطح المغمورة الأخرى، ولكن القليل من الأنواع الأرضية تعيش على الأرض في غشاء من المياه المحيطة بحبات التربة. وتنقسم بطنيات الأهداب إلى رتبتين:
- (Macrodasyida): وهي بحرية (فيما عدا نوعين).
- (Chaetonotida): بعضها بحري وبعضها مياه عذبة.

وقد تم وصف ما يقرب من 800 نوعا من بطنيات الأهداب.